# Neosocialism
Neosocialism var en politisk fraktion inom Franska sektionen av Arbetarinternationalen (SFIO) under 1930-talet. Steg för steg tog fraktionen avstånd från revolutionär marxism och socialistisk reformism för att istället förespråka en "konstruktiv revolution". Neosocialisterna kom att ställa sig i opposition mot majoriteten av socialisterna i Frankrikes deputeradekammare. Neosocialismen har länkats samman med fransk fascistisk politik under 1930-talet och för att se upp till den italienska fascismen. Denna ideologiska inriktning formerade sig senare i Neosocialistiska partiet som hade en auktoritär och antisemitisk riktning, förespråkade eftergiftspolitiken mot Tyskland och ett intimt samarbete med nazisterna.
Gruppen uppstod på grund av meningsskiljaktigheter angående partiets ställning till den budget som Édouard Daladiers regering lagt fram, och kunde märkas vid partiets kongress i Avignon i april 1933. I motsats till partiets majoritet, ledd av Léon Blum, vilken gick emot Daladiers budget, särskilt på grund av de ökade militärutgifterna, yrkade den oppositionella högerfraktionen under Pierre Renaudels ledning, att partiet skulle stödja Daladiers nationella vänsterpolitik och med frångående av partiets traditionella motvilja mot samarbete med de borgerliga partierna delta i en radikal politik på demokratisk grund. Högergruppen följde också dessa paroller, men vid en partikongress i juli samma år uttalade partimajoriteten sin förkastelsedom över Renaudelgruppens politik. Därmed övergick meningsmotsättningen till öppen schism. 
Neosocialisterna strävade efter vänstersamverkan på bred demokratisk grund, med starkt nationell inställning i försvarsfrågor och med ett betonande av auktoritetens och disciplinens betydelse, som ledde till att Blum och andra ortodoxa socialister anklagade dem för fascistiska tendenser. Förutom Renaudel märktes bland partiets anhängare Adrien Marquet och Marcel Déat.